# Jens Thomsen (nationalbankdirektør)
 Der er flere personer med dette navn, se Jens Thomsen.
Jens Thomsen (født 15. maj 1942) er fhv. direktør i Danmarks Nationalbank.
Han er uddannet cand.polit. fra Københavns Universitet 1969, var sekretær i Danmarks Statistik 1969-71, sekretær i Det Økonomiske Sekretariat 1971-73, finansattaché ved Danmarks Faste Repræsentation ved EF 1973-75, fuldmægtig i Det Økonomiske Sekretariat 1975-79, konsulent i Økonomiministeriet 1980-87, kommitteret ved samme ministerium 1988, var departementschef i Økonomiministeriet 1988-94 og var fra 1995 medlem af Danmarks Nationalbanks direktion. Han fratrådte ved årsskiftet 2010/11.
Han har været ekstern lektor ved bl.a. Handelshøjskolen i København og Københavns Universitet. Thomsen blev i 2001 Ridder af Dannebrog.

## Medlem af
- Stedfortræder i EFs Monetære Udvalg 1979-88
- Det Sikkerheds- og Nedrustningspolitiske Udvalg 1981-89
- Nordisk Økonomisk Forskningsråd 1986-88
- Næstformand for bestyrelsen for Danmarks Nationalbank 1988-94
- Alternate Governor i Den Internationale Valutafond 1988-95
- EU's Monetære Udvalg 1988-98, EU´s Økonomiske og Finansielle Udvalg 1999-
- Det Økonomiske Råd 1988-2004
- Personlig repræsentant ved regeringskonferencen om Den Økonomiske og Monetære Union 1990-91
- Alternate Governor EBRD 1994-95
- Rådet for Det Europæiske Monetære Instituts stedfortrædergruppe 1995-1998
- Nordisk Finansielt Udvalg 1988, 1995-99
- Bestyrelsen for Nationaløkonomisk Forening 1995-, formand 2000-2004
- Formand for styregruppe for evaluering af økonomiuddannelserne 1996-97
- Fondsrådet 1996-2001
- Den Europæiske Centralbank: Komiteen for Internationale Relationer 1999-
- Nordisk Baltisk Monetær og Finansiel Komité 1999-
- Det Finansielle Virksomhedsråd 2001-
- Bestyrelsen og repræsentantskabet i Danmarks Skibskreditfond 2003-2005
- Bestyrelsen i Danmarks Skibskredit A/S 2005-, næstformand april 2008-
- Formand for "Economic and Financial Committee Group on EU Government Bonds and Bills markets", 2004-